# Algerische Badmintonnationalmannschaft
Die algerische Badmintonnationalmannschaft (arabisch منتخب الجزائر لكرة الريشة) repräsentiert Algerien in internationalen Badmintonwettbewerben. Es gibt separate Nationalmannschaften für Junioren, Damen, Herren und gemischte Teams. Das Nationalteam repräsentiert die Fédération Algérienne de Badminton.

## Teilnahme an BWF-Wettbewerben
Thomas Cup
| Jahr | Resultat           |
| ---- | ------------------ |
| 2018 | Gruppenphase – 16. |
| 2020 | Gruppenphase – 15. |
| 2022 | Gruppenphase – 16. |

## Teilnahme an BCA-Wettbewerben
| Jahr | Resultat     |
| ---- | ------------ |
| 2010 | Gruppenphase |
| 2016 | Halbfinalist |
| 2018 | Sieger       |
| 2020 | Sieger       |
| 2022 | Sieger       |

| Jahr | Resultat     |
| ---- | ------------ |
| 2018 | Halbfinalist |
| 2020 | Finalist     |
| 2022 | Gruppenphase |

| Jahr | Resultat        |
| ---- | --------------- |
| 2006 | Finalist        |
| 2011 | Gruppenphase    |
| 2017 | Gruppenphase    |
| 2019 | Viertelfinalist |
| 2021 | Finalist        |
| 2023 | Halbfinalist    |

## Afrikaspiele
Gemischtes Team
| Jahr | Resultat      |
| ---- | ------------- |
| 2003 | Gruppenphase  |
| 2007 | Bronze        |
| 2015 | Viertelfinale |
| 2019 | Silber        |

## Juniorenmannschaften

### Suhandinata Cup

#### Gemischtes Team
| Jahr | Resultat                              |
| ---- | ------------------------------------- |
| 2016 | Gruppe F2 - 51. von 52                |
| 2017 | Gruppe G – zurückgezogen – 45. von 45 |
| 2018 | Gruppe E – zurückgezogen              |

### Badminton-Juniorenafrikameisterschaften

#### Gemischtes Team
| Jahr | Resultat     |
| ---- | ------------ |
| 2013 | Halbfinalist |
| 2022 | Finalist     |

### African Youth Games

#### Herrenteam
| Jahr | Resultat     |
| ---- | ------------ |
| 2018 | Halbfinalist |

#### Damenteam
| Jahr | Resultat |
| ---- | -------- |
| 2018 | Champion |

#### Gemischtes Team
| Jahr | Resultat        |
| ---- | --------------- |
| 2014 | Viertelfinalist |

## Nationalspieler
Herren
- Mohamed Abderrahime Belarbi
- Adel Hamek
- Sifeddine Larbaoui
- Koceila Mammeri
- Youcef Sabri Medel
- Mohamed Abdelaziz Ouchefoun

Frauen
- Halla Bouksani
- Yasmina Chibah
- Tanina Violette Mammeri
- Linda Mazri
- Mounib Celia
- Malak Ouchefoun